# 丹尼尔·穆伦
丹尼尔·约翰·穆伦（Daniel John Mullen，1989年10月26日—），澳大利亚足球运动员，司职中后卫，也经常客串右后卫位置，现效力于澳大利亚职业足球联赛球队西悉尼漫游者。

## 俱乐部生涯

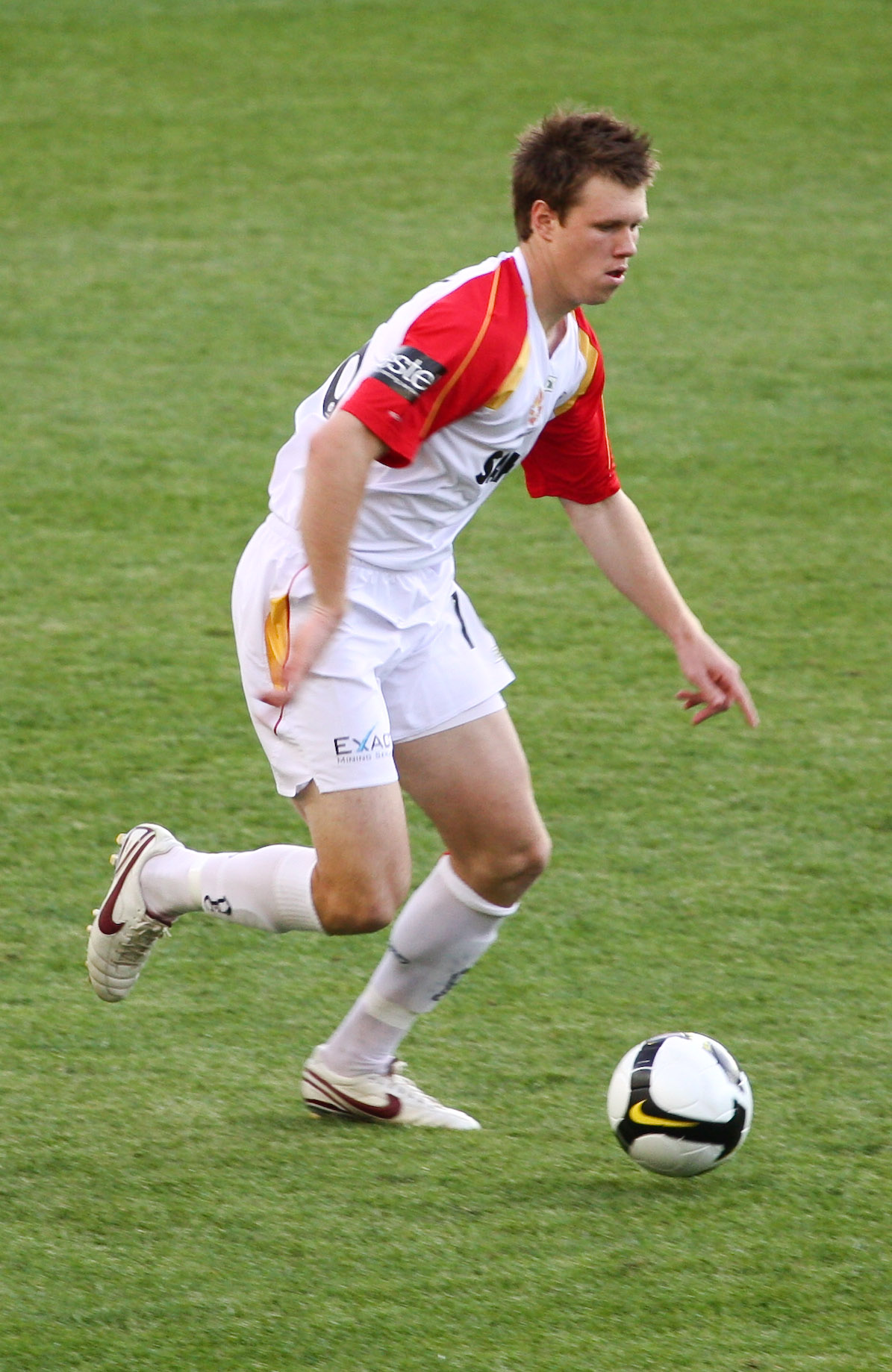
穆伦效力于阿德莱德联的照片

穆伦早期在家乡的社区球队帕拉山骑士效力，不到17岁就开始代表球队参加南澳大利亚足球高级联赛。由于表现出不错的发展潜力，他先后被送到南澳大利亚体育学院和澳大利亚国家体育学院培训。
2008/09赛季，穆伦加盟澳大利亚职业足球联赛球队阿德莱德联，表现出色，获得大量出场机会，特别是2008年亚足联冠军联赛半决赛第一回合3比0击败乌兹别克斯图豪门本尤德科的比赛被誉为是他职业生涯最精彩的比赛之一。2008年11月，阿德莱德联和穆伦签订一份2011年夏季到期的新合同。穆伦在此后一直是球队的主力右后卫，他参加2008年世界冠軍球會盃并在2比1逆转大洋洲冠军怀塔科拉联的比赛中射进扳平比分的一球。之后他又在北昆士兰狂暴的比赛中头球破门，打进职业生涯首个澳职联赛进球，帮助阿德莱德联3比2击败对手。
2012年7月初，穆伦转会加盟中国足球超级联赛球队大连阿尔滨。
2014年2月3日，他加盟澳职球队西悉尼漫游者，但由于西悉尼的报名名额限制，他无法代表球队参加2013/14赛季澳职联赛，而只能参加2014年亚足联冠军联赛。

## 国家队生涯
穆伦曾经入选澳大利亚U-20国家足球队参加2009年世青赛。
2009年3月6日，穆伦在2011年亞洲盃外圍賽澳大利亚主场0比1不敌科威特的比赛中首发登场，第一次代表国家队亮相国际A级足球比赛。他在这场比赛中身披107号球衣，成为澳大利亚国家队历史上第一名球衣号码为三位数的球员。

## 个人
丹尼尔·穆伦的父亲乔·穆伦曾经是一名足球运动员，曾经代表澳大利亚国家队出场两次，现在是一名足球教练，执教阿德莱德联青年队。丹尼尔的堂兄马修·穆伦也是足球运动员，他曾经和丹尼尔共同为阿德莱德联效力。现在马修在阿德莱德当地球队阿德莱德城踢球。